# 예나 (래퍼)
예나는 대한민국의 래퍼다. 2021년 싱글 《Nasty boi》로 데뷔했다.

## 방송
- 하고싶은말을해라 2 (2021) - Top20